# Solvang (Kalifornien)
Solvang ist eine Stadt im Santa Barbara County im US-Bundesstaat Kalifornien mit 6126 Einwohnern (Stand: 2020). Sie liegt unweit von Santa Barbara im Santa Ynez Valley, einem küstennahen Weinbaugebiet in Mittelkalifornien.

## Beschreibung
Solvang („Sonniges Feld“ auf Dänisch) wurde 1911 von einer Gruppe dänischer Pädagogen auf ehemaligem spanischem Missionsland gegründet. Sie errichteten dort zunächst eine Volksschule und später ein College.
Durchgängig im dänischen Fachwerkhausstil gehalten, hat sich Solvang zu einer bedeutenden Touristenattraktion entwickelt. Die Stadt bietet mit dänischen Bäckereien, Restaurants und Geschäften einen Hauch Dänemark im sonnigen Kalifornien und trägt deswegen den Spitznamen „Dänische Hauptstadt von Amerika“. Darüber hinaus laden eine Reihe von Weingütern des als Weinbaugebiet recht jungen Santa Ynez Valley zur Weinprobe ein.
Am Rande der Stadt liegt die Santa Inés Mission, die 1804 als 19. kalifornische Mission gegründet wurde und heute eine California Historical Landmark ist. Im Laufe des 20. Jahrhunderts wurde das Missionsgebäude komplett restauriert.
In der Nähe von Solvang liegt die Neverland-Ranch von Michael Jackson.

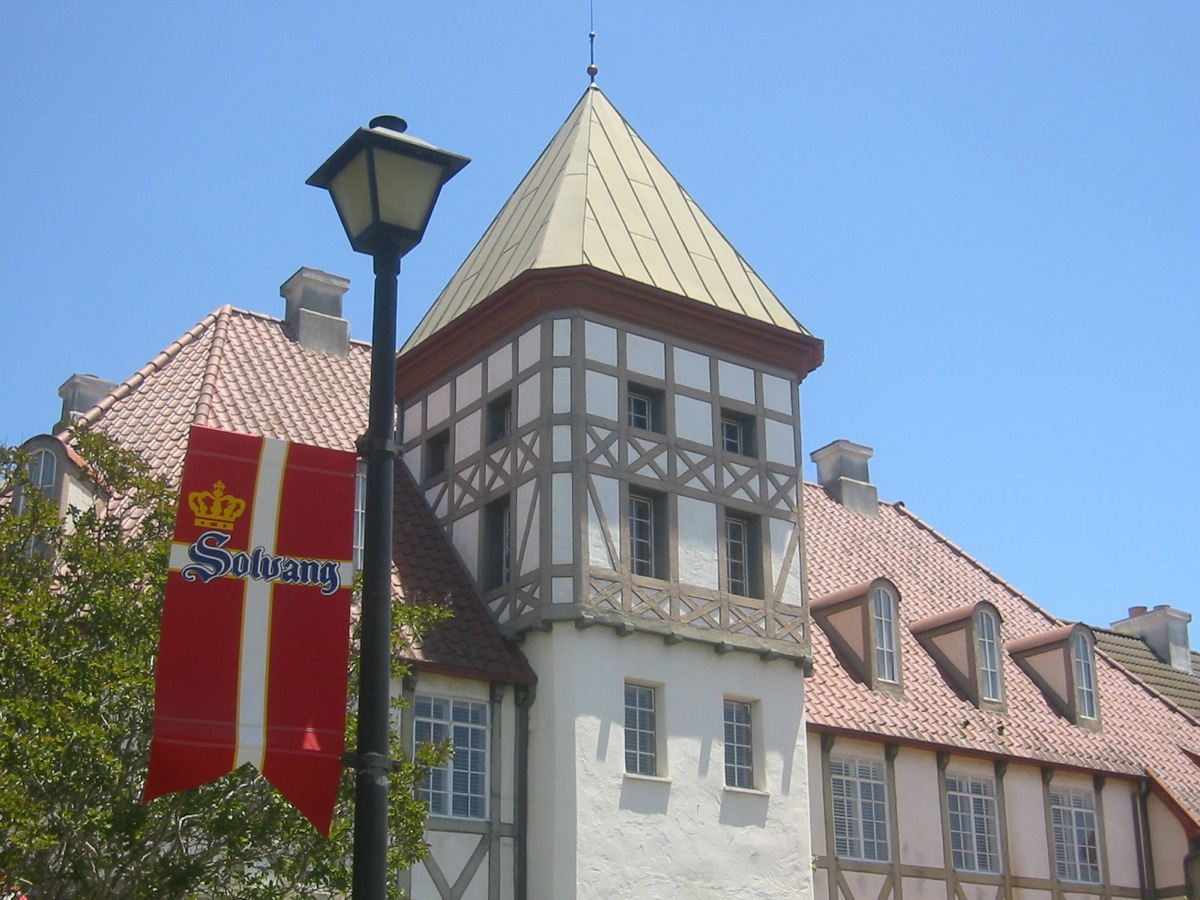
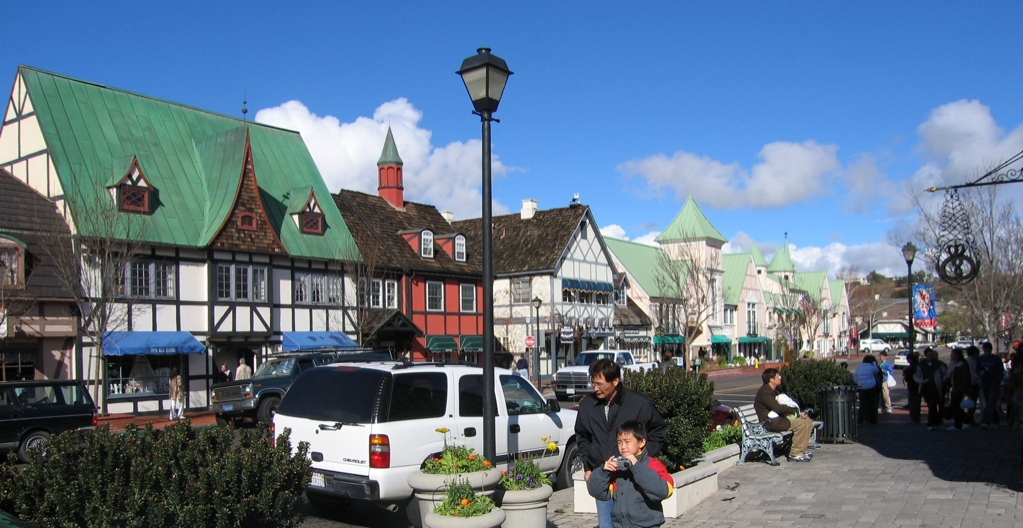
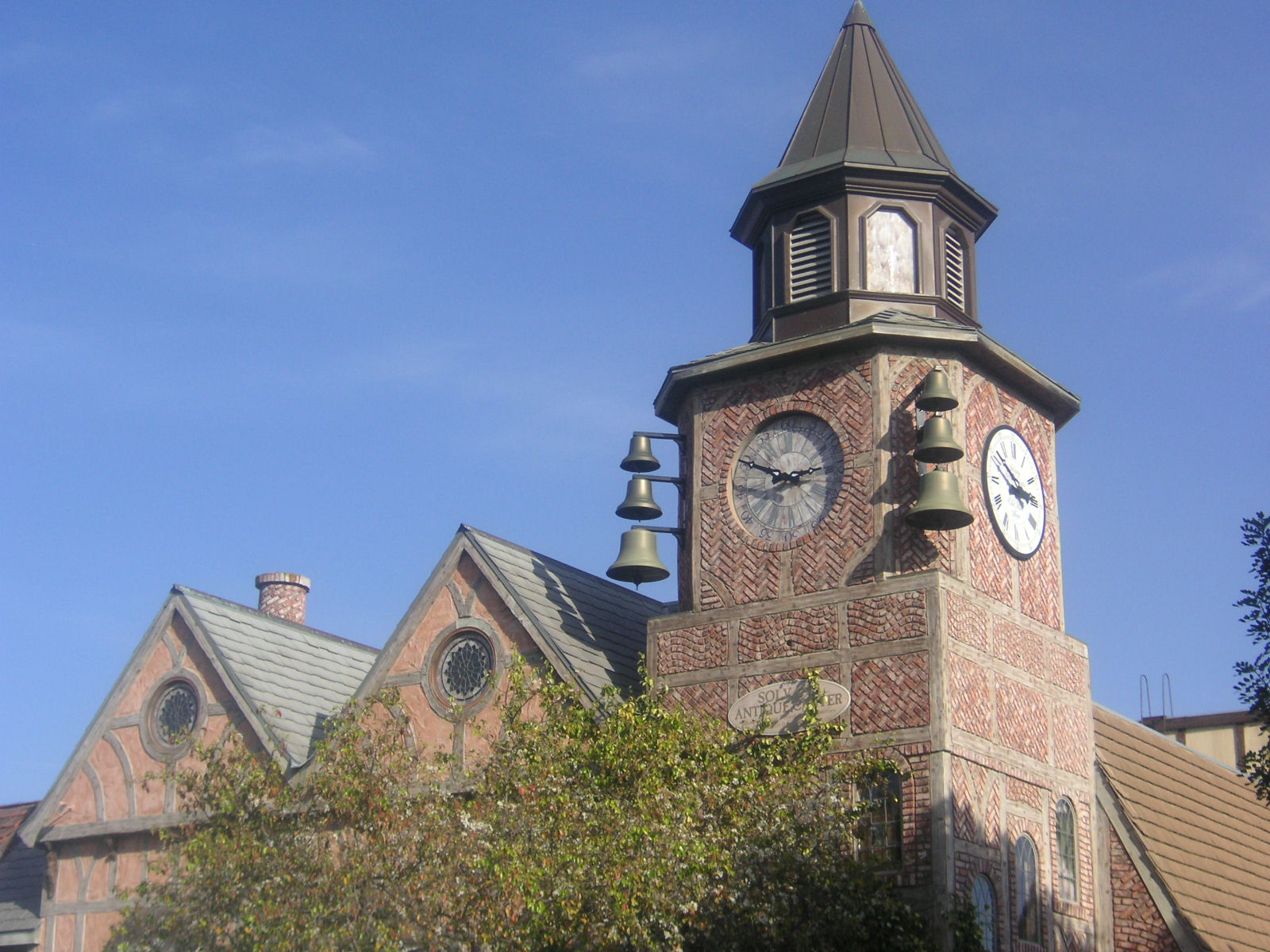
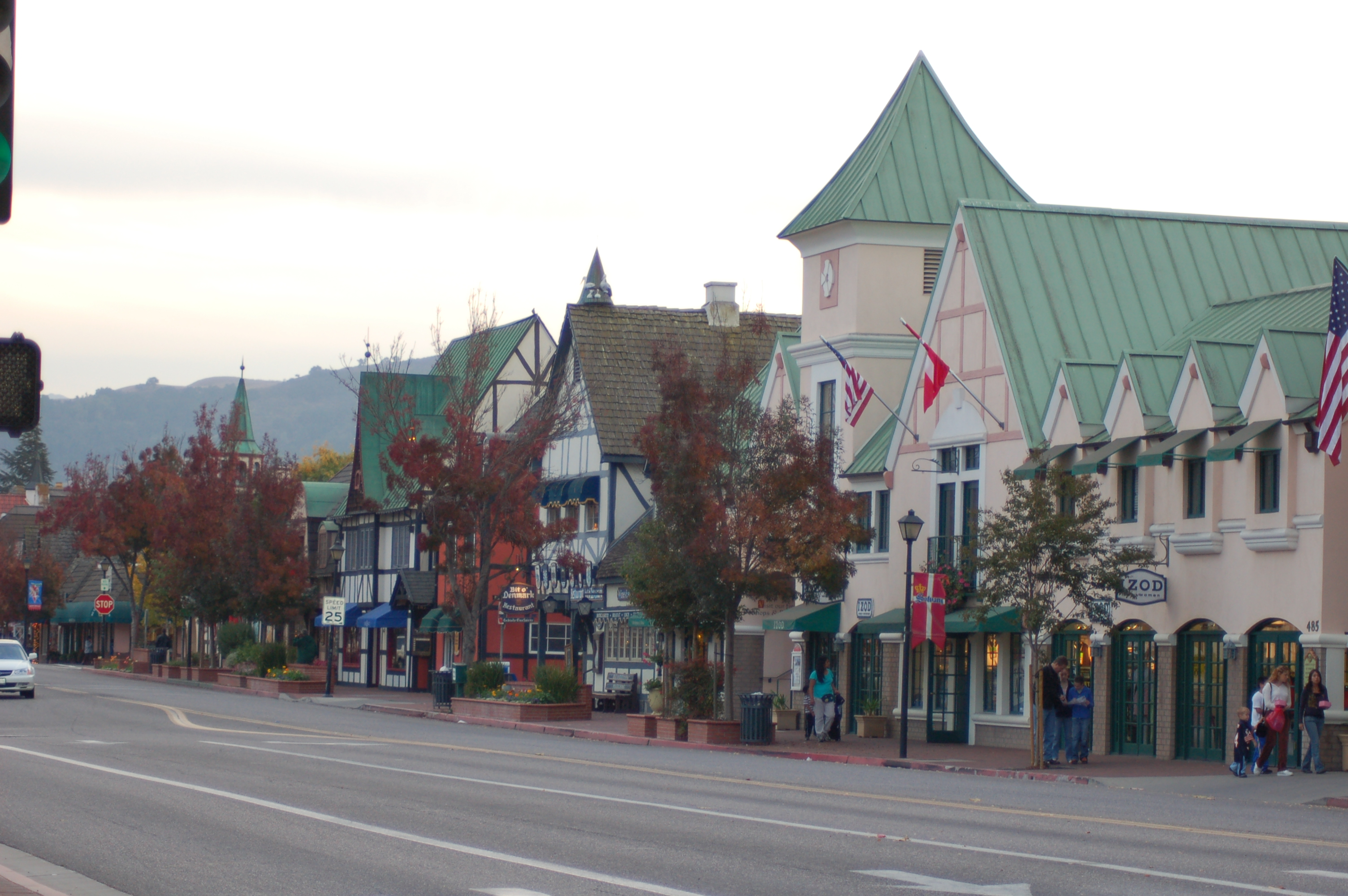

## Drehort für Filme
- 1961 entstand in Solvang der Film Mörderisch, ein in Schwarzweiß gedrehter Thriller von William Castle.
- 1980 drehte Danny Steinmann in Solvang den Horror-Film The Unseen – Das unsichtbare Böse mit Stephen Furst und Barbara Bach.
- 2004 war Solvang einer der Schauplätze des oscarprämierten Films Sideways und hat dadurch weitere Popularität erlangt.
- Der Ort wurde auch in Folge 17 in Staffel 6 der Serie New Girl präsentiert.
- Im Roman Sluk (dt. Der Sommer, in dem meine Mutter zum Mond fliegen wollte) des dänisch-norwegischen Schriftstellers Lars Saabye Christensen findet sich der Erzähler in Solvang wieder, das der Autor scheinbar in einen anderen Teil der USA verlegt hat.

## Personen mit Bezug zu Solvang
- Thor Nis Christiansen (1957–1981), dänisch-US-amerikanischer Serienmörder, wuchs in Solvang auf